# Zyta Bętkowska
Zyta Ewa Bętkowska, z domu Bury (ur. 25 listopada 1966 w Sanoku) – polska nauczycielka, poetka.

## Życiorys
Urodziła się w 1966 w Sanoku. Absolwentka I Liceum Ogólnokształcącego im. Komisji Edukacji Narodowej w Sanoku z 1985.
Podjęła pracę nauczycielki w Szkole Podstawowej w Długiem. Została sekretarzem Stowarzyszenia Edukacyjno-Kultualnego przy Gimnazjum w Długiem.
Od 2004 tworzy wiersze, które publikuje w internetowych portalach poetyckich. W 2017 zdobyła pierwszą nagrodę w XIII Ogólnopolskim Konkursie Literackim „Złoty Środek Poezji” na najlepszy poetycki debiut książkowy roku 2016 za publikację Dwa chutory (decyzję podjęło jury w składzie: prof. dr hab. Piotr Śliwiński, dr Jakub Kornhauser, Adam Wiedemann).